# 圣天使长米迦勒主教座堂 (伊热夫斯克)
56°50′58.07″N 53°12′19.04″E / 56.8494639°N 53.2052889°E
圣天使长米迦勒主教座堂（俄语：Собор святого Архистратига Михаила）是一座位于俄罗斯联邦乌德穆尔特共和国的伊热夫斯克的主教座堂。